# Петер Вајс
Петер Улрих Вајс (Бабелсберг, 8. новембар 1916 — Стокхолм, 10. мај 1982) био је немачки писац, сликар, графички уметник и експериментални филмски режисер. Сматра се једним од најважнијих писаца немачког говорног подручја из друге половине 20. века.
Потицао је из породице чешко-јеврејског порекла, те је због нацистичких прогона морао емигрирати из Немачке; избегао је у Велику Британију, потом у Чехословачку, а затим у Шведску, где је на крају формално преузео и држављанство. Био је познат по радикално левим ставовима, као и жестокој критици Вијетнамског рата, а пред крај живота се прикључио комунистичкој странци. Успркос хладноратовској подели, његов талент је признат, али и критички оспораван, и у Западној и у Источној Немачкој, а што је највише дошло до изражаја када је његова драма Истрага године 1965. имала симултану премијеру с обе стране Берлинског зида.
Књижевну репутацију је стекао у послератном немачком свету као заговорник авангардне књижевности, експонент аутобиографске прозе и као политички ангажовани драмски аутор. Међународни успех стекао је драмом Мара/Сад, чија је америчка поставка добила награду Тони, а касније је адаптирана у истоимену филмску адаптацију у режији Питера Брука. Његова  драма Истрага, послужила је за ширење расправа о такозваном Vergangenheitsbewältigung то јест полемици о односу Немаца према нацистичкој историји и начинима на које је тај однос активиран у књижевности и култури генерално. Вајсово капитално дело јесте Естетика отпора, објављена у три тома, коју је интернационална критика прогласила за најважнију књигу написану на немачком језику 70-их и 80-их. Његови сликарски радови и авангардни филмови, настали у традицији надреализма, остали су мање познати широј јавности.